# Люті акули
«Люті Акули» (англ. Raging Sharks) — американський низькобюджетний фантастичний фільм жахів, що випускався відразу на відео.

## Сюжет
Десь в космічних глибинах зіткнулися і вибухнули два інопланетні літаючі об'єкти, після чого уламок одного з них перетнув, можливо, не одну галактику, перш ніж приводнився на планеті Земля в районі нещасливого Бермудського трикутника, де і опустився на дно океану.
Через п'ять років співробітники науково-дослідної глибоководної океанічної лабораторії, яка працювала у районі Бермудських островів, звернули увагу на незвичайну активність величезної кількості акул, що борознили місцеві води. Акули напали на вчених, що виходили для роботи за межі лабораторії, і вбили парочку дослідників.
Вчені зі станції встигли дати наверх сигнал про допомогу, і для порятунку співробітників лабораторії в цей район попрямував підводний човен американського ВМФ «Рузвельт». У той же самий час, після атаки хижаків на якийсь із бермудських пляжів, в організмі однієї спійманої акули були виявлені дивні помаранчеві кристали позаземного, як показали аналізи, походження.